# شركة التوكيلات الهندسية المصرية
شركة التوكيلات الهندسية المصرية (الاختصار EEA ) هي شركة مصرية للهندسة ولوازم السيارات تأسست عام 1941  في القاهرة بواسطة روبرت ديوب.
بدأت الشركة كمستورد وموزع للسلع الصناعية لصناعة المعادن والخشب. بحلول الخمسينيات من القرن الماضي، كانت الشركة قد دخلت في عمليات أخرى بما في ذلك أعمال المياه، ومعدات خدمة السيارات، وتوزيع المواد الخام كمستلزمات للصناعات في مصر.
في عام 1976 ، انضم أبناء ديوب الثلاثة - اثنان منهم من المهندسين الميكانيكيين المدربين إلى الشركة ووسعوا أنشطتها. لقد طوروا الشركة إلى خمسة مجالات رئيسية للإنتاج بما في ذلك آلات صناعة الأخشاب والكيماويات ومعدات خدمة السيارات وأدوات الآلات والمرافق العامة.
لتوطيد قوتها في السوق المصرية، مرت EEA بمرحلة انتقالية في الوضع القانوني من ملكية محدودة، إلى شركة مساهمة ولكن لا تزال تركز على نفس النشاط الصناعي داخل السوق.
بدأت الحكومة المصرية والمنظمات غير الحكومية مؤخرًا حملة توعية عامة حول الانبعاثات، ونتيجة لذلك تم إجراء تغييرات على قوانين المرور من أجل فرض اختبارات الانبعاثات الخاصة بالمركبات وتقليل الانبعاثات. تستورد شركات مصرية مثل الوكالات الهندسية المصرية الآن أجهزة تحليل الغاز وعدادات الدخان للحكومة المصرية.

## روابط خارجية
- الموقع الرسمي